# Данковиці (Глоговський повіт)
Данковиці (пол. Dankowice, нім. Denkwitz) — село в Польщі, у гміні Жуковиці Глоговського повіту Нижньосілезького воєводства.
Населення — 80 осіб (2011).
У 1975—1998 роках село належало до Легницького воєводства.

## Демографія
Демографічна структура станом на 31 березня 2011 року:
|          | Загалом | Допрацездатний вік | Працездатний вік | Постпрацездатний вік |
| -------- | ------- | ------------------ | ---------------- | -------------------- |
| Чоловіки | 44      | 9                  | 33               | 2                    |
| Жінки    | 36      | 7                  | 22               | 7                    |
| Разом    | 80      | 16                 | 55               | 9                    |